# Jebel ech Chambi
De Jebel ech Chambi (ook Jebel Chambi of Djebel Chambi, Arabisch: جبل الشعانبي) is de hoogste berg van het Noord-Afrikaanse land Tunesië met een hoogte van 1544 m. De berg ligt in een uitloper van het Atlasgebergte, op zo'n 14 km afstand van de stad Kasserine (ca. 80.000 inwoners).